# عهد (نجم)
عَهْد أو بي الكوثل أو π الكوثل اختصارًا (بالإنجليزية: Pi Puppis أو π Puppis أو Ahadi)، هو ثاني ألمع نجم في كوكبة الكوثل الواقعة في النصف الجنوبي للكرة السماوية . وله قدر ظاهري يبلغ 2.733، لذا يمكن رؤيته بالعين المجردة ليلاً. تعطي قياسات اختلاف المنظر مسافة تقدر بنحو 810 سنة ضوئية (250 فرسخ نجمي) من الأرض. هذا نجم ثنائي ذو رفيق قدره 6.86 يقع على مسافة زاوية قيمتها 0.72 ثانية قوسية وزاوية موضع قدرها 148 درجة من النجم الرئيس الألمع.

## روابط خارجية
- Pi Puppis